# Cricotopus mongolpequeus
Cricotopus mongolpequeus är en tvåvingeart som beskrevs av Sasa och Suzuki 1997. Cricotopus mongolpequeus ingår i släktet Cricotopus och familjen fjädermyggor. Inga underarter finns listade i Catalogue of Life.